# 베리타스 (프로게이머)
베리타스(본명: 김경민, 1995년 5월 22일 ~ )는 대한민국의 리그 오브 레전드 프로게이머로 포지션은 AD 캐리이다. 아이디는 Veritas이다.

## 선수 생활
2013년 2월, VTG에 입단하면서 프로 커리어를 시작했다.
2014년 8월, 아반트 그란데에 입단했다.
2015년 1월, 파이널 파이브에 입단했다.
2016년 5월, 유니콘즈 오브 러브에 입단했다. 서머 시즌동안 괜찮은 모습을 보여주었다. IEM에 참가하였으며 팀의 우승에 기여했다.
2017시즌을 앞두고 CJ 엔투스에 입단했다. 스프링 시즌에서는 좋지 못한 모습을 보여주었다. 서머 시즌에서는 좋은 모습을 보여주면서 팀의 챌린저스 우승에 기여했다.
2018시즌을 앞두고 담원 게이밍에 입단했다. 스프링 시즌 얼라이브와 주전 경쟁을 하면서 번갈아 출전을 하였다.
2019시즌을 앞두고 VSG에 입단했다. 2019시즌 종료 후 팀에서 퇴단했다.

## 수상 내역
- 로지텍 CGPL 윈터 시즌 2 준우승
- 2014 오세아니아 지역 대회 그랜드파이널 우승
- IEM 시즌 11 오클랜드 우승
- 리그 오브 레전드 챌린저스 코리아 스프링 2017 준우승
- 리그 오브 레전드 챌린저스 코리아 서머 2017 우승
- 제닉스 리그 오브 레전드 챌린저스 코리아 스프링 2019 준우승